# Linothele cornigera
Espèce
Linothele cornigera est une espèce d'araignées mygalomorphes de la famille des Dipluridae.

## Distribution
Cette espèce est endémique de la province de Morona-Santiago au Équateur,. Elle se rencontre dans la cordillère de Matanga vers Chigüinda.

## Description
La femelle holotype mesure 21,43 mm et le mâle paratype 16,25 mm.

## Systématique et taxinomie
Cette espèce a été décrite par Peñaherrera-R., Guerrero-Campoverde, León-E., Pinos-Sánchez et Cisneros-Heredia en 2023.

## Publication originale
- Peñaherrera-R., Guerrero-Campoverde, León-E., Pinos-Sánchez & Cisneros-Heredia, 2023 : « A new species of Linothele Karsch, 1879 (Araneae: Dipluridae) from south-eastern Ecuador. » Arachnology, vol. 19, no 4, p. 713-720.